# تاريخ الشيشان

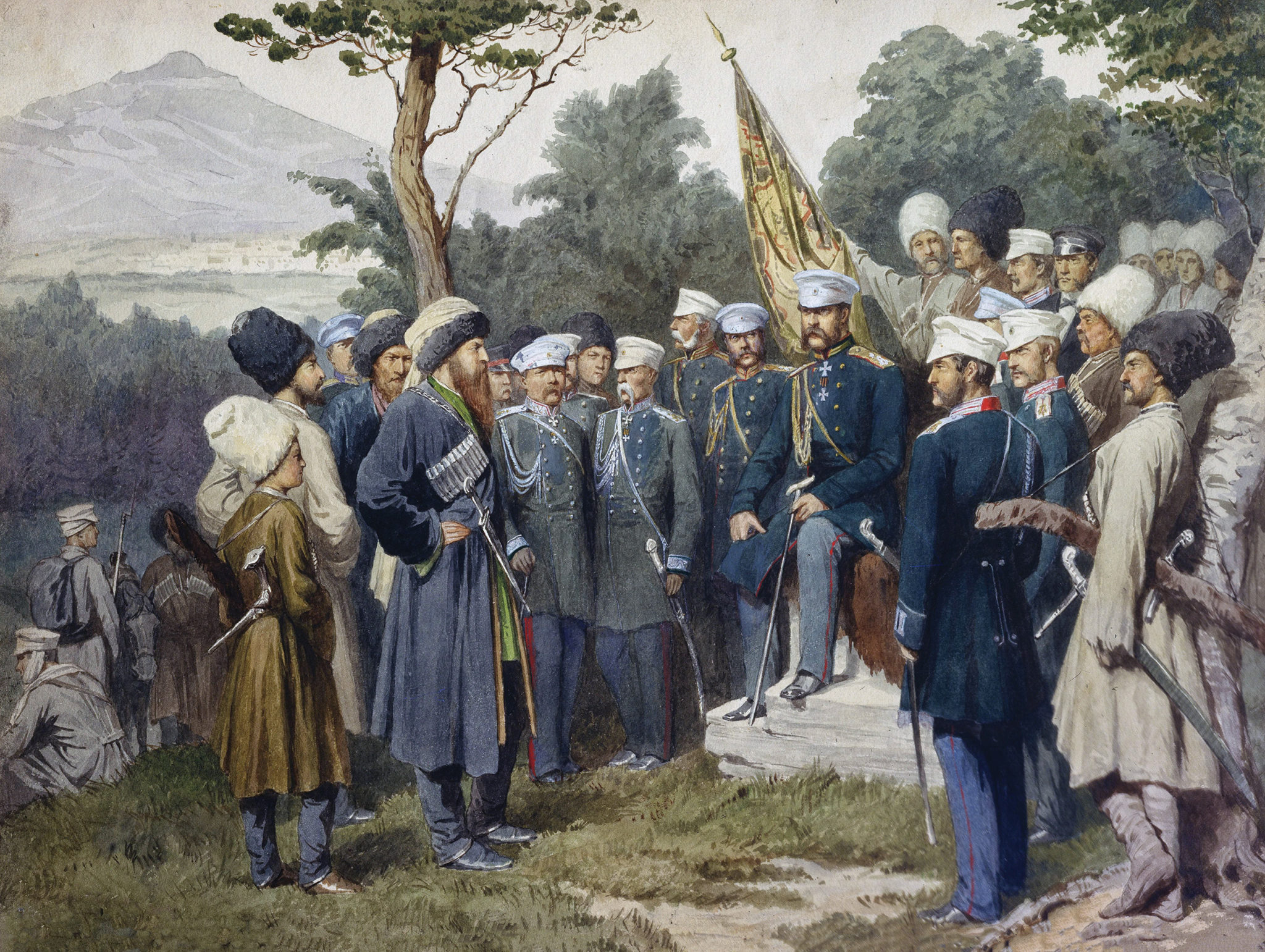

يشير مصطلح تاريخ الشيشان إلى تاريخ الشيشانيين، أو أرضهم الشيشان، أو أرض إشكيريا.
لطالما كان نظام المجتمع الشيشاني يقوم تقليديًا على العديد من العشائر المحلية المستقلة التي تسمى واحدتها التايب (بالإنجليزية: taip). وثمة مثل شيشاني تقليدي يقول إن أعضاء المجتمع الشيشاني، حالهم حال عشائره، (عادةً ما يكونون) «أحرارًا ومتساوين مثل الذئاب».
ودوّن جيموخا في كتابه الشيشانيون يقول بأسف: «ربما يكون تاريخ الفايناخ هو الأقل دراسةً بين شعوب شمال القوقاز. وقد توسعت الكثير من الجهود البحثية حول الحرب الروسية الشركسية، إلا أن معظمها دُحض». كان ثمة مكتبة من النصوص التاريخية الشيشانية ذات زمان، مكتوبة بالشيشانية (وربما كُتب بعضها بالجورجية) باستخدام الكتابة العربية والجورجية، غير أنها دُمرت على يد ستالين وطُمست بالكامل.

## اللقى الأثرية وما قبل التاريخية
يُعتقد أن أقدم استيطان معروف على الأرض التي تُعرف اليوم باسم الشيشان قام نحو عام 12500 ق. م، على شكل مستوطنات كهوف جبلية كان سكانها يستخدمون الأدوات البسيطة والنار وجلود الحيوانات. ويعود تعقب آثار الاستيطان البشري إلى عام 40000 ق. م. استنادًا إلى رسوم الكهوف حول بحيرة كيزينويام.
ويُعتقد أن أسلاف شعوب الناخ قد سكنوا في وسط القوقاز نحو عام 10000-8000 ق.م. ويرى كثيرون (من بينهم إ. فيدينباوم الذي عدّد وجوه تشابه مع بنى لاحقة مقترحًا وجود تتابع فيها) أن هذا الاستعمار يمثل كامل عائلة اللغات القوقازية الشرقية، بيد أنه ما من إجماع عالمي على هذا. وتضم اللغة البدائية التي يُعتقد أنها سلف جميع اللغات القوقازية الشرقية في الحقيقة كلماتٍ تعبر عن مفاهيم مثل العجلة (التي وُجدت للمرة الأولى في وسط القوقاز نحو عام 4000-3000 ق.م.)، لذا يُعتقد أن المنطقة كانت مرتبطة بأواصر وثيقة مع منطقة الهلال الخصيب (ويؤيد الكثير من الباحثين الفرضية التي تقول إن القوقازيين الشرقيين كانو الشعب حويون أو حوريين جاؤوا في الأصل من شمالي الهلال الخصيب، ويدعمونها بدليل القرابة اللغوية بين اللغتين الأورارتية والحورية من جهة وبين لغات شمال شرق القوقاز). وقد اقترحت جوانا نيكولز أن أسلاف القوقازيين الشرقيين كانوا على علاقة بميلاد الحضارة في الهلال الخصيب. ولا شك أن الناس كانوا يملكون جميع هذه المفاهيم قبل انشقاق اللغة البدائية بوقت طويل.

### حضارة كورا- أراكسيس
لقد شُيدت البلدات في المنطقة التي تُعرف اليوم باسم الشيشان منذ عام 8000 ق. م. تقريبًا، وظهرت الصناعة الفخارية في الفترة نفسها أيضًا، وكذلك الأسلحة الحجرية والأدوات الحجرية والمجوهرات الحجرية وما إلى هنالك (إضافة إلى أطباق الصلصال). وعُرفت هذه الفترة باسم حضارة كورا- أراكسيس. كتب أمجد جيموخا يقول إنه كان ثمة مقدار كبير من الاندماج الثقافي بين حضارة كورا- أراكسيس وحضارة مايكوب. وكان الاقتصاد يقوم بشكل أساسي على الماشية والزراعة.

### حضارة كاياكنت
استمر نزوع منطقة القوقاز نحو التقدم والتطور بوتيرة عالية: فمنذ عام 4000-3000 ق. م، ظهرت علامات صناعات التعدين (بما فيها النحاس) إضافةً إلى أسلحة أكثر تطورًا (عُثر على خناجر ونصال سهام، إضافة إلى دروع وسكاكين وما إلى هنالك). يُشار إلى هذه الفترة باسم حضارة كاياكنت، أو الشيشان خلال العصر النحاسي. وقد ظهر ركوب الخيل نحو عام 3000 ق.م، ويرجح أنه وصل من الاحتكاك مع القبائل الناطقة باللغات الهندية الأوروبية في الشمال. لا يُعثر عادةً على البلدات التابعة لهذه الفترة على شكل أطلال، بل غالبًا ما توجد على أطراف (أو حتى داخل) البلدات حديثة في الشيشان وإنغوشيتيا، ما يشير إلى وجود استمرارية كبيرة. وثمة أدلة عظيمة تشير إلى انتشار تربية الغنم والماعز الصغير آنذاك. وقد استُخدم الصلصال والحجر في جميع الأغراض العمرانية، وكانت الزراعة متطورة إلى حد بعيد بدليل وجود نصال من الصوان والنحاس بمقابض خشبية أو عظمية.

### حضارة خاراتشوي
يشير مصطلح حضارة خاراتشوي إلى بدايات العصر البرونزي في الشيشان. تدل أباريق الصلصال وحافظات الحبوب الحجرية على سوية عالية من التطور في التجارة والثقافة، وتُظهر بعض اللقى الأقدم أن الصيد الجائر كان ما يزال قيد الممارسة. لم يُعثر على عظام خنازير، ما يشير إلى أن تدجين الخنازير لم يكن قد وصل بعد إلى المنطقة. وتتقاطع المصنوعات البرونزية (التي يعود تاريخها إلى القرن التاسع عشر قبل الميلاد) في الشيشان الحديثة بنسبة كبيرة مع نظيرتها في أرض الحوريين آنذاك، مما يشير إلى قرابة حضارية بين المنطقتين. وقد حل الحديد محل الحجر والبرونز والنحاس ليصبح المادة الأساسية للصناعة بحلول القرن العاشر قبل الميلاد، لتسبق المنطقة معظمَ أوروبا وحتى مناطق من الشرق الأوسط إلى ذلك.

### حضارة كوبان
كانت حضارة كوبان (العصر الحديدي) أكثر الحضارات تطورًا في الشيشان قبل التاريخ المسجل وأكثرها شهرة، وظهرت بين عامي 1100 و1000 ق.م. وكانت أطراف سيرجين يورت هي الموقع الذي شهد أكبر قدر من الدراسات، وشكل مركزًا من المراكز الكبرى بين القرنين الحادي عشر والسابع قبل الميلاد تقريبًا.
تضمنت الآثار التي عُثر عليها مساكن وجسورًا مرصوفة بالحصى ومذابح وأدوات حديدية وعظامًا وأغراضًا مصنوعةً من الصلصال والحجر، إضافة إلى المناجل وأرحاء الحبوب الحجرية. وضمت الحبوب التي كانت تُزرع آنذاك كلًا من القمح والجاودار والشعير، أما الماشية فكانت تتألف من الخراف والماعز والحمير والخنازير والأحصنة. وكان ثمة متاجر يعمل الحرفيون فيها على صنع الفخار وبيعه وصب الحجر ونقش العظم والحجر. وتوجد أدلة على مرحلة متقدمة من صناعة الفلزات، إضافة إلى تمييز بين الحِرَف وتنظيمها بين العشائر. يناقش جيموخا إنه على الرغم من كون جميع هذه الحضارات قد قامت غالبًا على أيدي أشخاص يقعون ضمن الدائرة الجينية لأسلاف الشيشان، فواحدة من حضارة كوبان أو خاراتشوي هي أول حضارة شيدها الأسلاف الثقافيون واللغويون الفعليون للشيشانيين (ما يعني أن الشيشانيين وصلوا إلى موطنهم للمرة الأولى منذ نحو 3000-4000 عام). غير أن كثيرين آخرين يخالفونه الرأي، ويعتقدون أن الشيشانيين قد عاشوا على أراضيهم الحالية منذ أكثر من 10000 عام.

## التاريخ القديم
ورد أول ذِكر موثق لشعوب الناخ على اعتبارها جماعة مستقلة في وثائق تعود إلى القرن الرابع قبل الميلاد، تحت اسم «شعب الناتشو» (بالإنجليزية: Nachos).
وقد افترض المؤرخ الجورجي ج. أ. ميليكيشفيلي أنه رغم وجود دليل على استيطان الناخ في مناطق جنوبي القوقاز، فهذا لم يُلغِ إمكانية أنهم عاشوا في شمال القوقاز أيضًا. قبل غزو القيمريين والإصقوث، كان الناخ قد استوطنوا أرضًا تمتد من وسط شمال القوقاز إلى الشمال حتى نهر الفولغا وإلى الشمال الشرقي حتى بحر قزوين.

### غزو القيمريين
في القرنين السابع والسادس قبل الميلاد، تسببت موجتان من الغزاة –أولاهما القيمريون الذين توغلوا بعد ذلك إلى الجنوب ودمروا مملكة أورارتو، ثم الإصقوث الذين هجّروهم- في زعزعة استقرار مناطق الناخ على نحو كبير. وأصبح هذا نموذجًا متكررًا في تاريخ الشيشان: غزو من الشمال من قِبل شعب نشط في التنقل من سكان السهول، يقابَل بمقاومة قوية لا تكل يبديها الشيشانيون، الذين عادةً ما يُهزمون في البداية لكنهم يعيدون المياه إلى مجاريها لاحقًا.

### غزو الإصقوث
بدأ الإصقوث باجتياح القوقاز في القرن السادس قبل الميلاد، قادمين في الأساس من كازاخستان ومنطقة الفولغا الأدنى. كان القيمريون قد دحروا الناخ إلى الجنوب أصلًا وأبعدوهم بطريقة ما عن السهول، فنأوا بهم عن الفولغا وقزوين، ثم أرغمهم الإصقوث على الانسحاب نحو الجبال. واضمحل وجود الفايناخ في الشيشان قرب نهر تيريك بشكل شبه كامل لمدة، وتوغل الإصقوث جنوبًا حتى بلغوا نهر سونزا. وبالنظر إلى أن الناخ كانوا شديدي الاعتماد على الأنهار في معيشتهم، فقد كان وضعهم ذاك بائسًا. غير أن استيطان الفايناخ لم يلبث حتى عاود الظهور قرب نهر تيريك في الشيشان، حتى أن الإصقوث توغلوا داخل الجبال هم أنفسهم في بعض المناطق. وفي القرن الخامس قبل الميلاد، دوّن هيرودوت أن الإصقوث كانوا حاضرين في وسط شمالي القوقاز.
بعد الموجة الأولى من هجمات الإصقوث، بدأ الناخ يرجعون إلى السهول المنخفضة الخصيبة ويحلون محل الغزاة، غير أن موجات جديدة من الإصقوث (السارماتيين) وصلت، وعاودت دحرهم إلى الجبال. تشير أسماء بعض روافد نهري سونزا وتيريك إلى النزاع المحتدم من أجل السيطرة على النهرين: إذ كان اسم نهر فاليريك يعني «نهر مصرع الرجال» في لغة الناخ، وجاء اسم نهر مارتان من جذر في اللغة السارماتية يعني «نهر الموتى».
من غير المعروف إذا ما كان هذا أول حضور مسيطر للأوسيتيين في منطقتهم المعاصرة أو كانت الشريحة السكانية الأساسية ما تزال مكونة من شعوب الزيجي (بالإنجليزية: Zygii) والناخ ولم يسُد حضور الإصقوث إلا من بعد الغزو السارماتي اللاحق. يؤيد أمجد جيموخا بشكل بارز الفرضية التي تقول إن الأوسيتيين كانوا نتاجًا لهجرات متعددة. وإن كانت الحالة كذلك، فإن الإصقوث قد استوطنوا في أوسيتيا الشمالية تقريبًا، ما كان من شأنه بالتالي أن يقسم شعوب الزيجي نصفين (دوّن هيرودوت أن الزيجي كانوا ما يزالون حاضرين إلى الغرب من مكان الإصقوث في القوقاز)، ليتحول النصف الشرقي حينها إلى الفايناخ. وفي مناطق أخرى، انتهى المطاف بالشعوب الناطقة بلغة الناخ وسكان المرتفعات الآخرين إلى الذوبان اللغوي مع الألان والانصهار بهم، لينتج عن ذلك في النهاية الشعب الأوسيتي.
مرت فترات متعددة سادتها العلاقات الطيبة بين الإصقوث والناخ، الأمر الذي تثبته أدلة على تبادل ثقافي واسع بين الشعبين. وكان الناخ أساسًا أكثر تطورًا في ما يخص الحضارة المادية من السارماتيين / الإصقوث، إذ لم يكن هؤلاء يعرفون عجلة الفخار أو سبك المعادن، في حين تفوقوا على الناخ أساسًا في المهارات العسكرية والتدرج الاجتماعي.
وحتى بعد غزو الإصقوث، تمكن الناخ من إعادة إحياء أنفسهم عقب انسحاب الغزاة. بيد أنهم كانوا قد انقسموا سياسيًا، فقامت عدة ممالك من بينها أوسيتيا الحالية، ما يتسق مع النظرية التي تقول إنهم تعرضوا للتهجير على مستوى كبير وسيطر الإصقوث في تلك المناطق. كانت شعوب الناخ في شمال القوقاز كثيرًا ما تميل إلى طلب المساندة من الجنوب والغرب كي تضاهي الإصقوث. وكان الفايناخ في الشرق يتشاركون بنسب مع جورجيا، في حين كانت مملكة الملخ (بالإنجليزية: Malkh) في الغرب تستعين بمملكة البوسفور الإغريقية الحديثة على ساحل البحر الأسود (وربما كانت تربطها علاقات بجورجيا أيضًا على الرغم من ذلك). وقد تزوج أدرملخ (بالإنجليزية: Adermalkh)، ملك الملخ، من ابنة ملك مملكة البوسفور في عام 480 ق. م.
استمرت الأعمال العدائية لوقت طويل. وفي عام 458 ق. م، تحالف الناخ مع الملك الجورجي فاختانغ غورغاسالي إذ قاد حملة ضد السارماتيين ليجازيهم على غاراتهم.
وفي نهاية المطاف، سُويت العلاقات بين السارماتيين والناخ. وشكل الألان دولة ألانيا متعددة الأعراق، التي ضمت العديد من قبائل الناخ على الرغم من كون مركزها ناطقًا باللغة السارماتية.